# انگورک گلوگیر سرخ
انگورک گلوگیر سرخ (نام علمی: Aronia arbutifolia) نام یک گونه از سرده انگورک گلوگیر است.